# Олива, Берта
Берта Олива Нативи (исп. Bertha Oliva Nativí; род. ок. 1956) — гондурасская общественная активистка и правозащитница. Основатель и координатор Комитета родственников пропавших без вести в Гондурасе (COFADEH) — неправительственной организации, защищающей права родственников жертв насильственных исчезновений в период с 1979 по 1989 год.
Олива основала организацию после того, как в июне 1981 года её мужа, профессора Томаса Нативи, основателя Народно-революционного союза (НРП), похитили из собственного дома правительственные войска. В то время она была на третьем месяце беременности; её мужа с тех пор больше никто не видел.

## Деятельность
Считается, что COFADEH сыграл важную роль в роспуске репрессивных органов (Департамента национальных расследований Гондураса), отмене обязательной военной службы и освобождении последних политических заключенных страны в 1992 году.
Олива и ее организация COFADEH были активными партнерами в экологической кампании в защиту лесов и экоактивистов Global Response Honduras: Protect Forests and Environmental Activists.
Олива выступила против военного переворота 2009 года, сместившего президента Мануэля Селайю. После того, как выборы 2013 года вернули к власти правую Национальную партию, Берта Олива отметила: «Полиция и военные используют прикрытие возглавляемой США войны с наркотиками в Гондурасе, чтобы уничтожить многих людей, в том числе, может быть, и меня: я снова в списке на уничтожение».

## Награды
Олива получила Премию в области прав человека от Национальной комиссии по правам человека Гондураса и была номинирована вместе с пятью другими гондурасскими женщинами в качестве одной из 1000 женщин мира на Нобелевскую премию в 2005 году.
В ноябре 2010 года голландское правительство наградило Оливу премией «Тюльпан за права человека».